# Studio Universal
Studio Universal é um canal de televisão por assinatura com programação de filmes e séries pertencente ao grupo Universal Networks International. Sua programação foca nos filmes do catálogo da Universal Studios, especiais como filmes classificados por ator, diretor entre outros. No Brasil, o Studio Universal é programado pela Canais Globo (antiga Globosat) desde 2012.

## História
Sua primeira transmissão original ocorreu na Itália em 1998, através da operadora de TV por assinatura Stream TV, e continuou na Sky Italia de 31 de julho de 2003 á 1 de julho de 2008, quando por uma disputa de presença o canal foi fechado e substituído pelo canal MGM. O canal, mais tarde, retomou suas transmissões no país em 8 de maio de 2009, dentro do pacote Premium Gallery (composto de canais de filmes, séries e documentários) da empresa Mediaset Premium. Foi descontinuado novamente em 1 de janeiro de 2019.
Em novembro de 2008, o diretor da Universal Networks Latin America, Steve Patscheck, anunciou que o canal seria lançado na América Latina substituindo o Hallmark Channel. Em 1 de fevereiro de 2010, começou suas transmissões na região. O canal em agosto de 2011 foi lançado na África do Sul e África Subsariana.